# Schärlig
Schärlig [(d̥ə/ɪm) ˈʒ̊æːrlig̊] ist der Name des Tals, das der Schärligbach im mittleren Teil seines Laufs, vom Zusammenfluss seiner grössten Quellbäche im Meisenbach bis in den Schlatt unterhalb der Einmündung des Kurzenbachs bei Schärligbad, durchfliesst.
Der Schärlig bildete früher eine eigene Gemeindeabteilung Marbachs und umfasst mehrere Weiler und Höfe: Zuoberst im Tal liegen Wissebechli und Meisenbach, links flankiert vom Bergli und rechts vom Schärligberg, der den gleichnamigen Weiler und im Norden noch die kleine Ortschaft Rütti trägt. Dem Bach entlang abwärts folgen Büel und Grosshus, weiter unten Färberhus und Neuhus mit Schulhaus und Kapelle, dann die Siedlung um das Gasthaus und ehemalige Bad am Zusammenfluss mit dem von links einmündenden Kurzenbach, das alte Schärligbad; zuletzt folgen die Höfe im Schlatt. Auf der westlichen Seite des Tals liegen die Höfe Vorder, Mittler und Hinter Kurzenbach, das Neumättili und das Sunnsitli, am östlichen Hang die Weiler Stäldili und Binnzberg; im untersten Teil trennt der Guggchnubel den Schärlig von der Ilfis.

## Namen
Der Name Schärlig erscheint zum ersten Mal in einer Urkunde von 1329 (Růdolfus dictus «inden am Schêrlig» ... possessionis mee site «inden am Scherling»). Seine Herkunft ist nicht ganz geklärt. Möglich wäre eine Übertragung des Pflanzennamens Schärli(n)g, der mit Variationen in weiten Teilen der Schweiz sowie Bayerns das Heracleum sphondylium bezeichnet. Ebenfalls wird eine Ableitung zu ahd. scāri ‚Schere, Zange‘ erwogen, die sich auf die Gestalt des Zusammenflusses von Kurzenbach und Schärligbach bezogen hätte. Gegen eine Bildung mit dem Ortsnamensuffix -ing-(en) ‚bei den Leuten des genannten‘ zum Personennamen Skerilo sprechen der Singular des Namens, seine Verbindung mit einem Begleiter und der Umstand, dass Ortsnamen dieses Musters in der Gegend sonst im 14. Jahrhundert noch nicht zu -ing verkürzt sind.
Der Name hat sich dann offenbar ausgebreitet und dem Schärligberg, dem Schärligbach (älter Wissenbach) dem Schärligbad (älter auch Kurzenbachbad) und schliesslich der ganzen Gemeindeabteilung den Namen gegeben. Ein Schärligsgut ist seit 1531 belegt (abher an Scherligss gůtt), heute trägt es den Namen Grosshus (1730 [cop. 1800]: an Scherligs gut, jetz Grosshauss oder Stadellgut genannt); das Neuhus ist 1801 erstmals bezeugt (Neuhaus im schärlig).